# Traditional
Traditional ([trəˈdɪʃənl̩], Abkürzung: Trad.) ist der Anglizismus im Urheberrecht und in der Musik für Musikwerke, deren Urheberrechtsschutz abgelaufen ist oder steht für eine Abkürzung vom Traditional Jazz („Trad Jazz“).

## Allgemeines
Der Begriff „Traditional“ wird im deutschsprachigen Raum mit „gemeinfrei“ übersetzt. Musikwissenschaftlich handelt es sich um eine überlieferte, „traditionelle“ Melodie unbekannten Ursprungs, meist aus der Volksmusiktradition, bei deren Verwendung in einem neuen Musikstück die Angabe „Traditional“ an Stelle eines oder mehrerer Urheber (Liedtexter, Komponist) erscheint, die Urheber nicht bekannt sind und somit auch keinen urheberrechtlichen Schutz genießen.
Durch die Berner Übereinkunft zum Schutz von Werken der Literatur und Kunst vom September 1886 wurde erstmals ein fast weltweit geltender, weitgehend einheitlicher Urheberrechtsschutz eingeführt. Er gilt nicht nur für Musik, sondern für die gesamte Kunst und Literatur, wird hier jedoch lediglich für Musik behandelt. Weltweit erlischt 70 Jahre nach dem Tod des Urhebers dessen Urheberrecht und das abgeleitete Nutzungsrecht des Musikverlags, so dass das betreffende Musikwerk gemeinfrei (englisch public domain, Abkürzung: PD) wird. In Deutschland ist diese Schutzfrist in § 64 UrhG vorgesehen, wonach „das Urheberrecht siebzig Jahre nach dem Tode des Urhebers erlischt“. Steht das Urheberrecht mehreren Miturhebern zu, so erlischt es gemäß § 65 Abs. 1 UrhG siebzig Jahre nach dem Tode des längst lebenden Miturhebers. Siebzig Jahre nach dem Tod bedeutet, dass die Erben des Urhebers in dessen Urheberschaft durch Erbschaft eintreten.
Jeder kann diese Musikwerke frei verwenden, ohne dass Royaltys an eine Verwertungsgesellschaft zu entrichten sind. Allerdings ist dabei zu beachten, dass durch – nicht nur unwesentliche – Bearbeitung gemeinfreier Werke ein neues Urheberrecht zu Gunsten des Bearbeiters entsteht (§ 3 Abs. 1 UrhG). Deshalb ist es erforderlich, bei der Verwertungsgesellschaft eine Anfrage zu stellen, ob ein bestimmtes Musikwerk gemeinfrei ist oder erneut wegen Bearbeitung geschützt wurde.

## Betroffene Werke
Sind der oder die Urheber eines Musikwerkes bereits vor 70 Jahren oder mehr verstorben und ist keine Bearbeitung registriert, so ist heute die gesamte Klassische Musik bis zum Expressionismus durch Zeitablauf gemeinfrei geworden. Die Werke aller berühmten Komponisten wie Johann Sebastian Bach, Ludwig van Beethoven oder Wolfgang Amadeus Mozart und alle anderen Komponisten dieser Zeit sind längst verstorben, so dass sämtliche ihrer Werke somit nicht mehr urheberrechtlich geschützt sind. Dies trifft jedoch lediglich auf die Original-Partituren zu, spätere wesentliche Bearbeitungen (eigene schöpferische Leistungen) lassen ein Urheberrecht für den Bearbeiter neu entstehen.
International sind auch Teile des Blues (unter anderem House of the Rising Sun, gemeinfrei vor 1891), der Folkmusik (Greensleeves; gemeinfrei vor 1672), Gospelmusik (Just over in the Gloryland; gemeinfrei seit 2021), Kirchenlieder (So nimm denn meine Hände; gemeinfrei seit 1972), Skiffle (Rock Island Line; gemeinfrei seit 2020) oder Volkslieder (Ännchen von Tharau; gemeinfrei seit 1730; Kein schöner Land in dieser Zeit; gemeinfrei seit 1911) hiervon betroffen. Popmusik beispielsweise von George Gershwin (etwa Rhapsody in Blue) ist ebenfalls gemeinfrei, denn er verstarb am 11. Juli 1937, so dass seine Werke seit 2008 gemeinfrei sind.
Beliebt war und ist die Tendenz in der Popmusik, Traditionals aus Ländern der Dritten Welt zu übernehmen. und ihre Melodie und/oder Teile ihres Liedtextes zu adaptieren. Auch wenn urheberrechtlich ein „neues Musikwerk“ entstanden ist, stellen sie musikwissenschaftlich eine Coverversion dar. Musikwerke aus Staaten, die nicht dem internationalen Urheberrechtsschutz beigetreten sind, gelten in Mitgliedsstaaten ausnahmslos als gemeinfrei.
| Musiktitel des Originals           | Ursprungsland, Ursprungsjahr | Musiktitel Coverversion         | Interpret              | Veröffentlichung        |
| ---------------------------------- | ---------------------------- | ------------------------------- | ---------------------- | ----------------------- |
| Psalm 137, 1–4                     | Irak, 586 vor Christus       | Rivers of Babylon               | Boney M                | April 1978              |
| Bambarria                          | Mexiko, vor 1816             | La Bamba                        | Ritchie Valens         | Oktober 1958            |
| Soy la paloma que el nido perdió   | Peru, 1913                   | El cóndor pasa                  | Simon & Garfunkel      | September 1970          |
| Guantanamera, Guajira Guantanamera | Kuba, 1929                   | Guantanamera                    | The Sandpipers         | Juli 1966               |
| Mbube                              | Südafrika, 1939              | Wimoweh The Lion Sleeps Tonight | The Weavers The Tokens | November 1951 Juli 1961 |
| Day Dah Light                      | Jamaika, vor 1951            | Banana Boat Song                | Harry Belafonte        | Mai 1956                |
| Vini Vini                          | Tahiti, vor 1957             | Wini-Wini                       | Tahiti-Tamourés        | Februar 1963            |

Oft erwiesen sich die erfolgreichen Coverversionen nachträglich als Plagiate, weil (noch) existierende Urheberrechte missachtet wurden. Der Schlager Wini-Wini beruht auf dem aus Tahiti stammenden Traditional „Vini Vini“, zu dem  Yves Roche 1957 einen Liedtext verfasste.
Einige Werke der Popmusik beruhen, teilweise als Musikzitat, auf Werken der klassischen Musik. Das gilt unter anderem für die Nummer-eins-Hits „Nut Rocker“ von B. Bumble & the Stingers (März 1962), basierend auf der Nussknacker-Suite (Pjotr Iljitsch Tschaikowski; 1892) und A Whiter Shade of Pale von Procol Harum (Mai 1967), basierend auf „Air“ aus der Suite Nr. 3 D-Dur (BWV 1068) (Johann Sebastian Bach; 1731/1732).
In den USA wurden aus „Public Domains“ häufig neue Musiktitel gebildet, unter anderem:
| Musiktitel Original      | Urheber                                    | Ursprungsjahr | Musiktitel Coverversion | Interpret (Veröffentlichung)  |
| ------------------------ | ------------------------------------------ | ------------- | ----------------------- | ----------------------------- |
| Aura Lee                 | Willian Whiteman Fosdick/George R. Poulton | 1861          | Love Me Tender          | Elvis Presley (November 1956) |
| Ungarischer Tanz Nr. 4   | Johannes Brahms                            | 1869          | As Years go by          | Nelson Eddy (Januar 1960)     |
| Sinphonie Nr. 5, 2. Satz | Pjotr Iljitsch Tschaikowski                | 1888          | Moon Love               | Glenn Miller (Juni 1939)      |
| Clair de Lune            | Claude Debussy                             | 1905          | Moonlight Love          | Perry Como (Oktober 1956)     |

## Abgrenzung
Das Urheberrecht der EU-Mitgliedstaaten ist streng personengebunden an den oder die Urheber, sie können an ihrem Musikwerk lediglich die Nutzungsrechte an einen Musikverlag übertragen, das Urheberrecht verbleibt als geistiges Eigentum bei ihnen. Dagegen wird das Copyright des Common Law der angelsächsischen Staaten losgelöst vom Urheber betrachtet, der sein Urheberrecht vollständig an einen Musikverlag überträgt und danach über kein geistiges Eigentum mehr verfügt.
Auch die Gemeinfreiheit und die Public Domain unterscheiden sich. Das Urheberrecht kann in Europa nach herrschender Meinung nicht vom Urheber aufgegeben werden. Das Copyright dagegen kann vom Urheber aufgegeben werden, was zum Public Domain (deutsch „frei von Urheberrechten“) führt.